# Artur Malawski
Artur Malawski (født 4. juli 1904 i Przemyśl - død 26. december 1957 i Kraków, Polen) var en polsk komponist, lærer og dirigent.
Malawski studerede oprindelig violin, men måtte opgive dette grundet en skade i sin hånd. Herefter studerede han komposition og direktion på
Musikkonservatoriet i Warsawa fra (1936) hos bl.a. Kazimierz Sikorski. Han har skrevet 3 symfonier, orkesterværker, symfoniske digtninge, kammermusik, sinfonietta, strygekvartetter, klaverstykker, fugaer etc. Malawski var lærer i musikteori, komposition og direktion på Musikkonservatoriet i Kraków fra (1945). Blandt hans elever er Roman Haubenstock-Ramati og Krzysztof Penderecki. Malawski optrådte sporadisk som dirigent fo mange polske orkestre mellem (1945-1957).

## Udvalgte værker
- Symfoni nr. 1 (1939–1943) - for orkester
- Symfoni nr. 2 "Dramatyczna" (Dramatisk symfoni) (1956) - for orkester
- Ukrainsk Symfoni (1941) - for orkester
- Sinfonietta (1955) - for kammerorkester
- Ungarn 1956 (1957) (symfonisk musik) - for stort orkester
- Populær suite (1952) - for orkester